# Goethes farvelære
Goethes farvelære blev udarbejdet af den tyske videnskabsmand, forfatter og filosof Johann Wolfgang von Goethe i årene 1790 til 1832.
I 1790 anskaffede Goethe sig Newtons Optics.
Imod forventning gjorde han den opdagelse, at i et fuldstændigt hvidt rum, hvor han så på den hvide væg igennem et prisme – forblev væggen hvid, mens farverne kun viste sig, ved vinduessprossen, hvor lys og mørke mødtes.
Goethe konkluderede, at en grænse mellem lys og mørke er nødvendig, for at farverne bliver til.
I 1793 udformede han sin seksdelte farvecirkel.
Goethe fandt tre måder, farver viser sig på, tre slags farver: Fysiologiske, fysiske og kemiske farver.
- Fysiologiske farver:

De fysiologiske farver er de mest flygtige af farverne. Det er de farvevirkninger, der opstår spontant i øjet og afbildes på nethinden som reaktion på det, man har set. Man taler også om et efterbillede. Øjet er et skabende organ, der selv producerer lys og farver. Det er kun, fordi øjet selv kan skabe farven, at verden viser sig i farver for os.
- Fysiske farver:

Fysiske farver er “lysfarver”, som opstår, når lyset møder en farveløs genstand, for eksempel prismet, eller atmosfæriske tilstande som dis, tåge og regn. Fysiske farver er uhåndgribelige som farvene i regnbuen og prismet.
For at en fysisk farve skal opstå, kræves der tre ting: Lyset, mørket og et medium til at forbinde dem.
Lyset fra solen er blændende og farveløst. Men så snart lyset går gennem et mere eller mindre uklart medium, ser vi den gule farve. Hvis graden af uklarhed i mediet øges, antager det en gulrød farve, som højnes til rubinrød. Ser vi derimod mørket gennem et uklart medium, som samtidig er illumineret af et indfaldende lys, ser vi blåt. Bliver mediet mere gennemskinneligt, toner farven gradvis over i violet. Goethe betegnede det som farvelærens urfænomen: En lys baggrund set gennem et uklart medium bliver gul med tendens mod gulrødt. En mørk baggrund, set gennem et oplyst, uklart medium, bliver blå med tendens mod violet. Lys, som forandres af mørke, giver varme farver. Mørke, som forandres af lys, giver kolde farver. 
- Kemiske farver:

De kemiske farver er de mindst flygtige – eller mest bestandige – af farverne. De findes i dyre-, plante- og mineralriget og er bundne til selve stoffet. De kemiske farver er ikke afhængige af andre forhold end lysets tilstedeværelse og materialets kemiske sammensætning. Alle farver knyttet til en genstands stoflighed, og som kan iagttages under mikroskop, som synligt farvepigment, er kemiske farver.

## Zur Farbenlehre
Goethes Zur Farbenlehre (1810) er et værk på næsten 1.000 sider. Det indeholder en didaktisk, en polemisk og en historisk del. I den didaktiske del forsøger han at give en samlet fremstilling af farvefænomenerne. I den polemiske del kritiserer han i krasse vendinger Newtons teori om, at lyset er sammensat af farver. Værket afsluttes med en fremstilling af farvelærens historie fra den græske antik frem til år 1800.
Goethes øvrige afhandlinger og skriftlige studier om farvelæren udgør tilsammen lidt over 700 sider.

## Om farvelæren
Foruden en lang række udenlandske bøger om Goethes farvelære findes der også danske udgivelser, der introducerer til og behandler farvelæren, fx:
- Marie Louise Lauridsen m.fl.: Lyset, mørket og farverne, 1998.
- Henrik Boëtius: I sansningens enhed, 2015.